# Kaiserstraße 50 (Mönchengladbach)

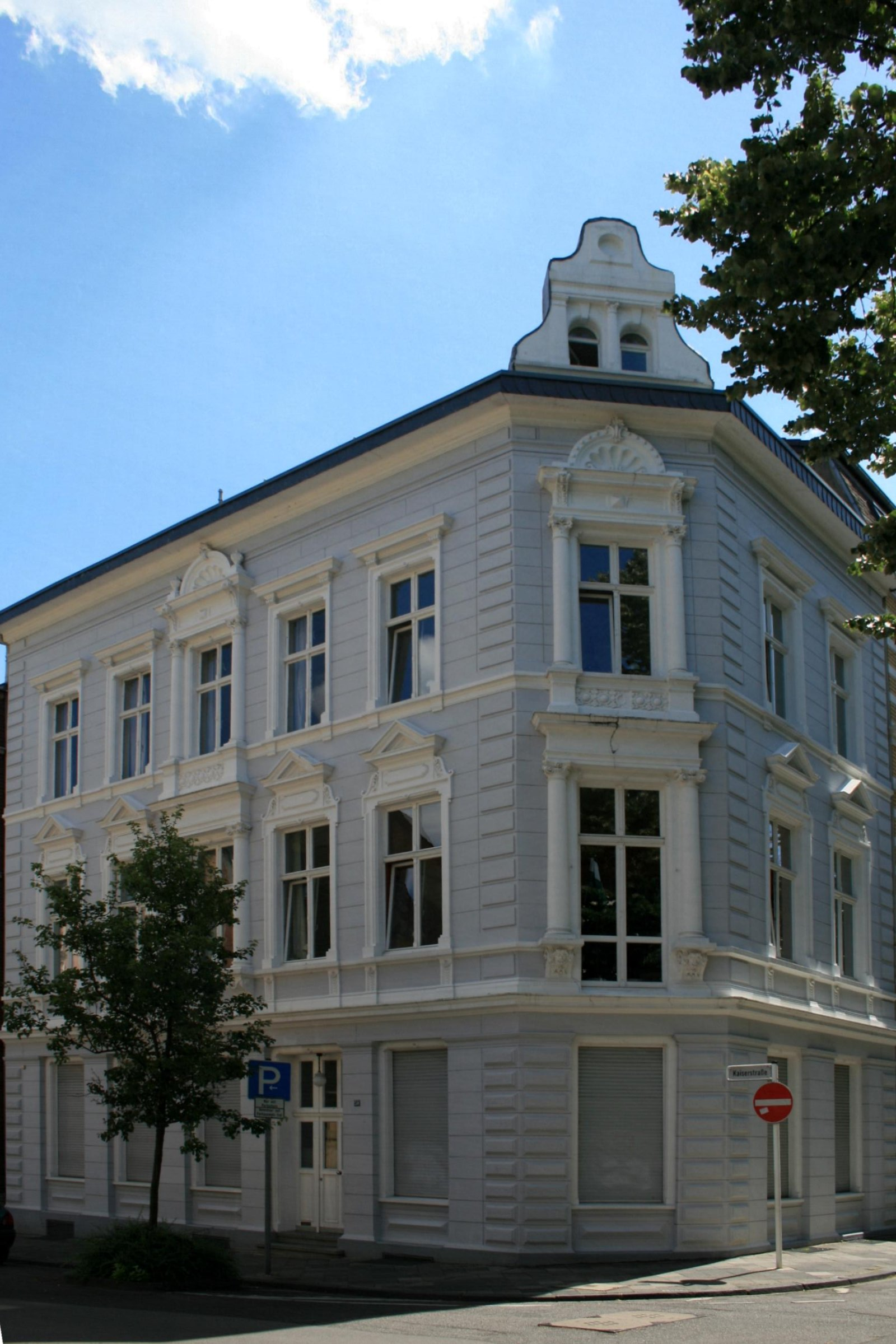
Wohnhaus (2010)

Das Wohn-/Geschäftshaus Kaiserstraße 50 steht in Mönchengladbach (Nordrhein-Westfalen).
Das Gebäude wurde 1888 erbaut. Es wurde unter Nr. K 047  am 27. Februar 1991 in die Denkmalliste der Stadt Mönchengladbach eingetragen.

## Architektur
Das kurz vor 1888 errichtet Gebäude bildet die südöstliche Eckbebauung der Kreuzung Kaiser- und Albertusstraße und auf der Kaiserstraße das Anfangsgebäude innerhalb einer geschlossenen, historisch bebauten Straßenzeile, die zwischen 1880 und 1890 entstand.
Es handelt sich um ein traufständiges, dreigeschossiges, vielachsiges Eckwohnhaus über rechtwinkligem Grundriss mit einachsig abgeschrägter Ecke. In Richtung Kaiserstraße befinden sich fünf, in der Schräge in Richtung Albertusstraße weitere zwei Achsen.